# Distretto di Siklós
Il distretto di Siklós (in ungherese Siklósi járás) è un distretto dell'Ungheria, situato nella provincia di Baranya.